# Controcultura degli anni 1960

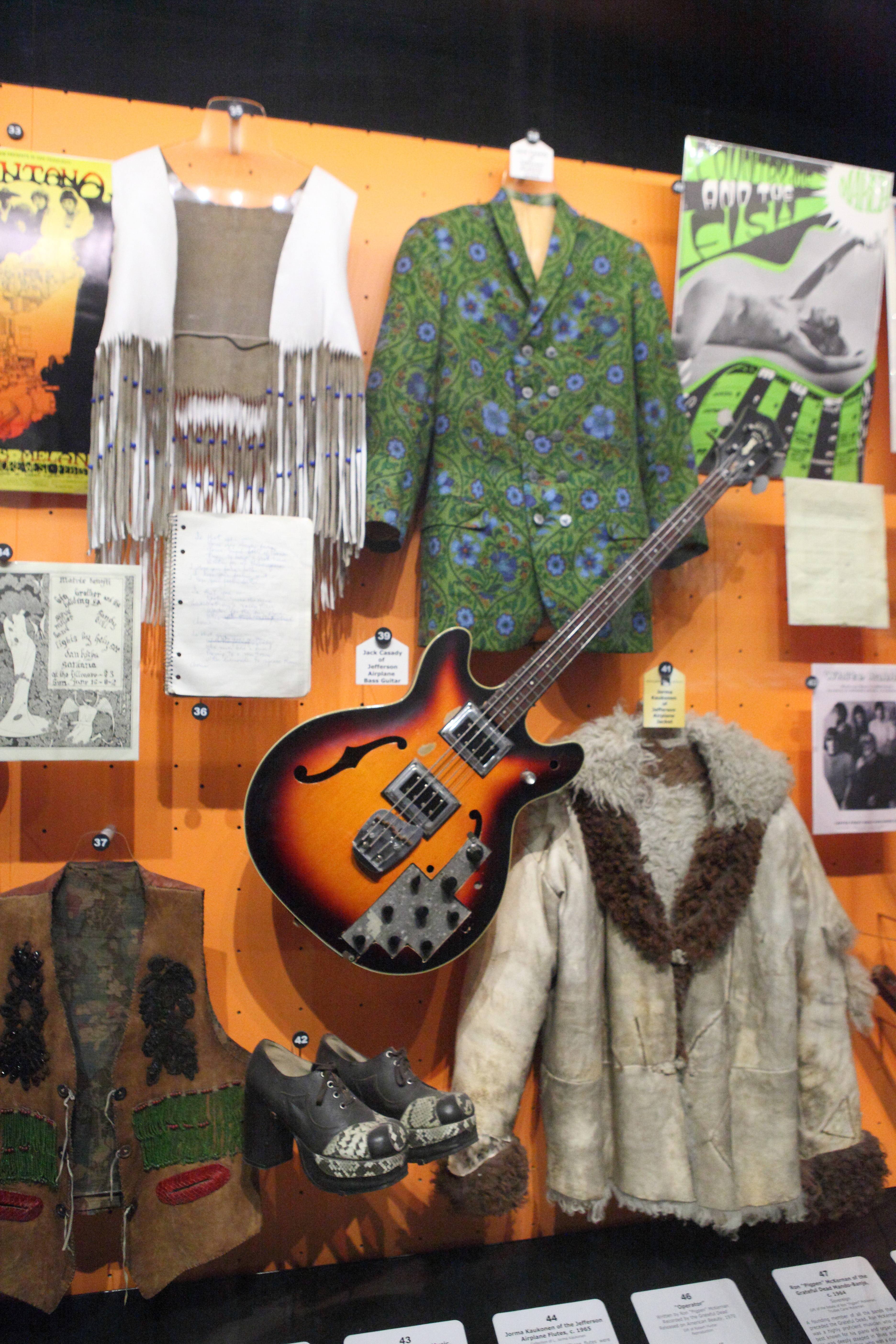
Oggettistica dei figli dei fiori.

La controcultura degli anni 1960 si riferisce a un fenomeno culturale anti-sistema nato e sviluppatosi inizialmente nel Regno Unito e negli Stati Uniti d'America poi diffusosi in gran parte del mondo occidentale dalla prima metà degli anni 1960 fino alla prima metà degli anni 1970, con Londra, New York e San Francisco come focolai di attività contro la classe dirigente.
Il movimento così aggregatosi prese slancio proprio mentre il movimento per i diritti civili degli afroamericani proseguiva nella sua fase di crescita; in breve tempo avrebbe acquisito una caratterizzazione rivoluzionaria in contrapposizione all'espansione dell'intervento militare (l'escalation) nella guerra del Vietnam da parte della presidenza di Lyndon B. Johnson.
Con il progredire del decennio si ebbero a sviluppare tensioni diffuse anche su altre questioni le quali tesero a scorrere lungo le linee generazionali, da quelle riguardanti la sessualità umana (la rivoluzione sessuale) ai diritti delle donne, dalla sfida aperta alle tradizionali modalità di autorità alla sperimentazione di sostanze stupefacenti, infine alle diverse interpretazioni del sogno americano. Molti dei movimenti-chiave relativi a questi problemi nacquero o accrebbero la loro forza nell'ambito della controcultura degli anni 1960.
Con il passare del tempo emersero nuove formulazioni culturali e una dinamica di subcultura celebrante la sperimentazione, le più moderne incarnazioni della bohème, oltre che di altri stili di vita alternativi. Un tale abbraccio di creatività risulterà essere particolarmente degno di nota nelle opere dei gruppi musicali della British invasion come The Beatles e di registi i cui lavori saranno molto meno limitati dalle maglie della censura preventiva. Oltre ai gruppi di maggior tendenza, molti altri artisti e creativi, autori e pensatori, sia all'interno che attraverso una gran varietà di discipline diversificate contribuirono sostanzialmente a definire il "movimento di controcultura".
Diversi fattori hanno contraddistinto la controcultura degli anni 1960 dai movimenti anti-autoritari delle epoche immediatamente precedenti. Il baby boom esploso al termine della seconda guerra mondiale generò un numero senza precedenti di giovani potenzialmente insoddisfatti della propria situazione di "quieto benessere" e pertanto anche nella loro qualità di potenziali partecipanti a un ripensamento della direzione delle società (americana in particolare, occidentale più in generale).
La crescita economica susseguente al dopoguerra permise a molti appartenenti alla generazione della controcultura di lanciarsi oltre l'attenzione ridotta alla fornitura delle più strette necessità materiali dell'esistenza, questione che aveva invece sommamente preoccupato i loro genitori vissuti nell'epoca della Grande depressione. Il periodo fu altresì degno di nota in quanto una parte significativa della serie di comportamenti e "cause" definite dal più ampio movimento per i diritti civili vennero rapidamente assimilati all'interno della società tradizionale; ciò in particolar modo negli USA, anche se i partecipanti attivi si contarono come una netta minoranza entro le rispettive popolazioni nazionali.
L'era della controcultura prese essenzialmente il via con l'assassinio di John Fitzgerald Kennedy avvenuto nel novembre del 1963 e terminò con la fine del coinvolgimento militare statunitense nel Sud-est asiatico.

## Contesto

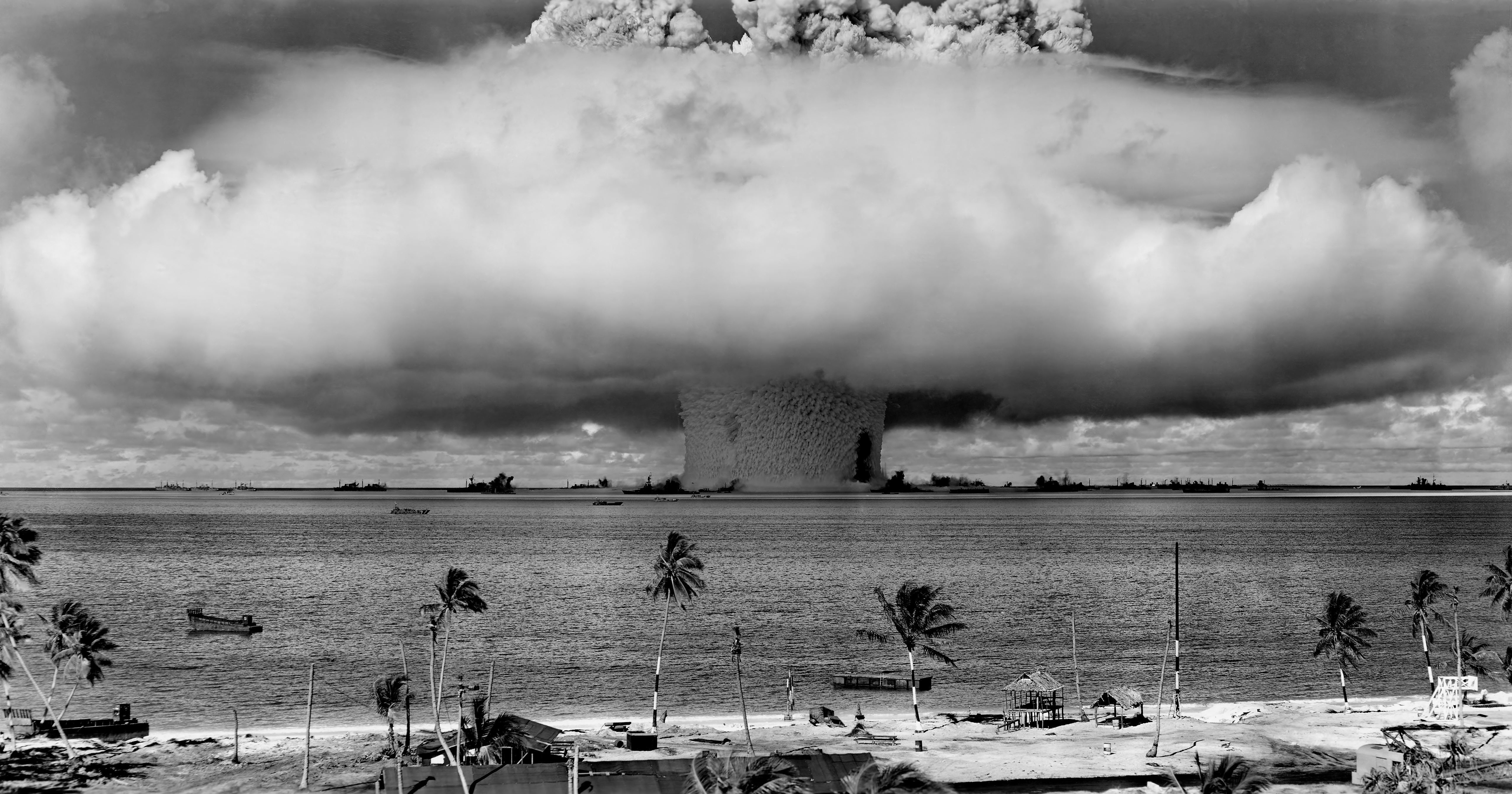
Operazione Crossroads. Test atomico subacqueo "Baker" nell'atollo di Bikini, Oceano Pacifico, 1946.

### Questioni sociali e inviti all'azione

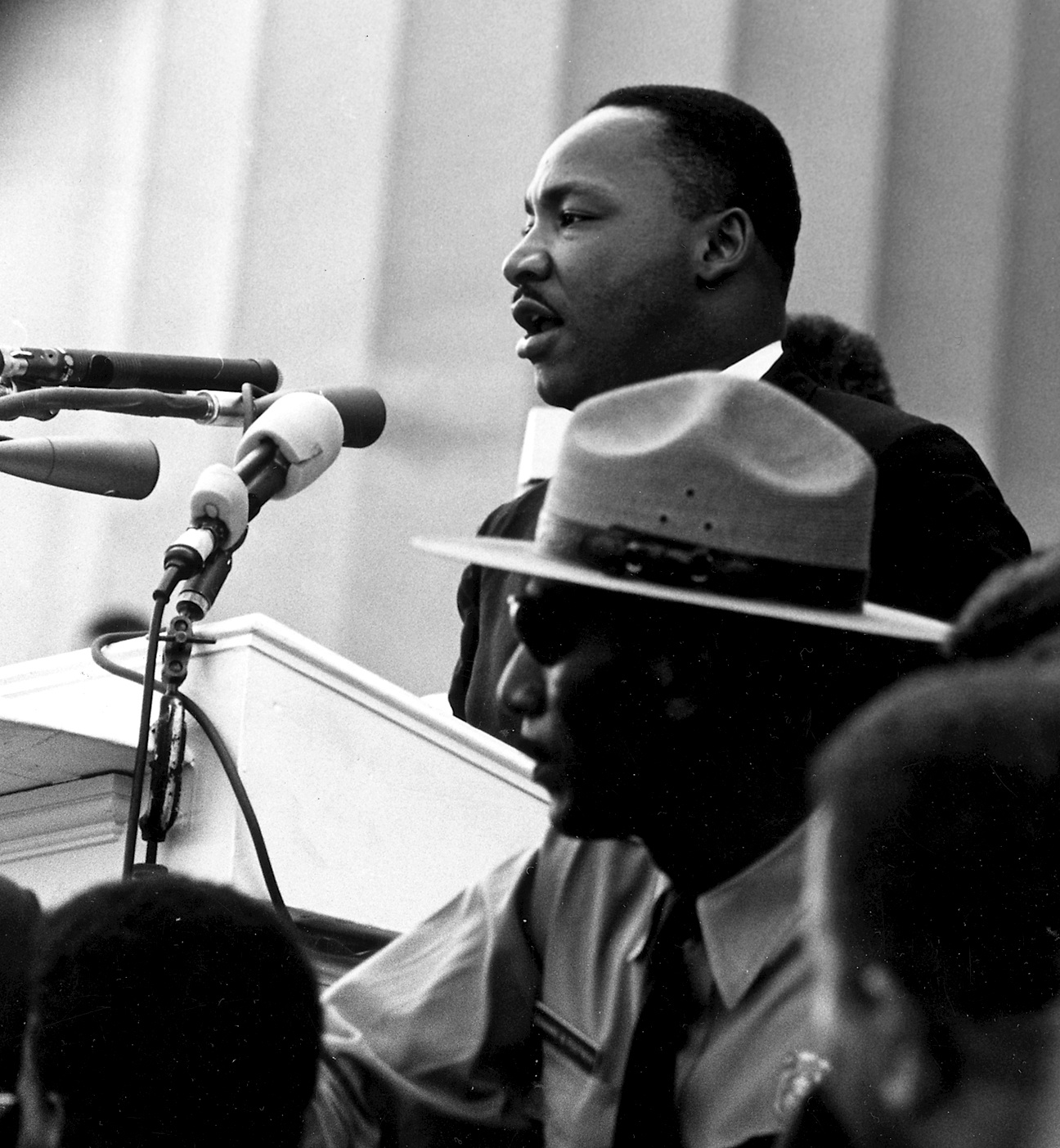
Il discorso di Martin Luther King Jr. I have a dream (it.: Io ho un sogno), pronunciato davanti al Lincoln Memorial durante la marcia su Washington per il lavoro e la libertà nel 1963.

Furono svariate le questioni sociali sul tappeto, le quali contribuirono ad alimentare la crescita del più ampio movimento della controcultura.
Uno dei principali tra essi sarà il movimento nonviolento che cercherà di risolvere i problemi inerenti alle illegalità costituzionali nel campo dei diritti civili, in particolare per quanto concerneva la segregazione razziale negli Stati Uniti d'America, il lungo periodo di disaffrancamento degli afroamericani negli Stati Uniti meridionali da parte dei governi statali dominati dai bianchi e la discriminazione razziale in corso nel posto di lavoro, nell'assegnazione degli alloggi e nell'accesso ai luoghi pubblici, sia nel Nord che nel Sud.
Nei college e nei campus universitari gli attivisti studenteschi combatterono per il diritto di esercizio dei propri "diritti costituzionali fondamentali", in particolar modo la libertà di parola e la libertà di riunione.
Molti tra gli attivisti della controcultura si resero altresì conto della difficile situazione di coloro che versavano in una condizione di povertà e l'organizzazione comunitaria lottò per ottenere il finanziamento di programmi federali atti alla riduzione della povertà, in maniera speciale nel profondo Sud e all'interno delle aree urbane delle grandi metropoli e nei ghetti.
L'ambientalismo si sviluppò da una sempre maggiore comprensione sui danni in atto provocati dall'industrializzazione selvaggia, dall'inquinamento risultante e dall'utilizzo errato di sostanze chimiche come i pesticidi, pur negli sforzi benintenzionati per migliorare la qualità di vita della popolazione in rapida crescita.
Autori come Rachel Carson svolsero un ruolo chiave nell'emersione di una nuova consapevolezza tra la popolazione mondiale dell'intrinseca fragilità del pianeta, nonostante la forte resistenza proveniente dai maggiori elementi della classe dirigente in molti Paesi.
La necessità di affrontare di petto le questioni relative ai diritti delle minoranze, i diritti delle donne e i diritti LGBT nel mondo, dei portatori di handicap/disabilità e di molti altri gruppi di cittadini da sempre trascurati all'interno della popolazione generale giunse alla ribalta in quanto un numero crescente di persone principalmente giovani si liberò dai vincoli dell'ortodossia imperante degli anni 1950, impegnandosi per poter riuscire a creare un paesaggio sociale inclusivo e tollerante.

La disponibilità di nuove e più efficaci forme di contraccezione si rivelò essere un elemento chiave alla base della rivoluzione sessuale.
La nozione di "sesso ricreativo" senza più dover sottostare alla costante minaccia di una gravidanza indesiderata trasformò in una maniera radicale la dinamica sociale, permettendo così a uomini e donne una libertà molto più ampia nella selezione degli stili di vita sessuali al di fuori dei confini del matrimonio tradizionale.
Con un tale mutamento di atteggiamenti negli anni 1990 il rapporto di figli nati al di fuori del vincolo matrimoniale è salito dal 5 al 25% per i bianchi e dal 25 al 66% per gli afroamericani.

### Media emergenti

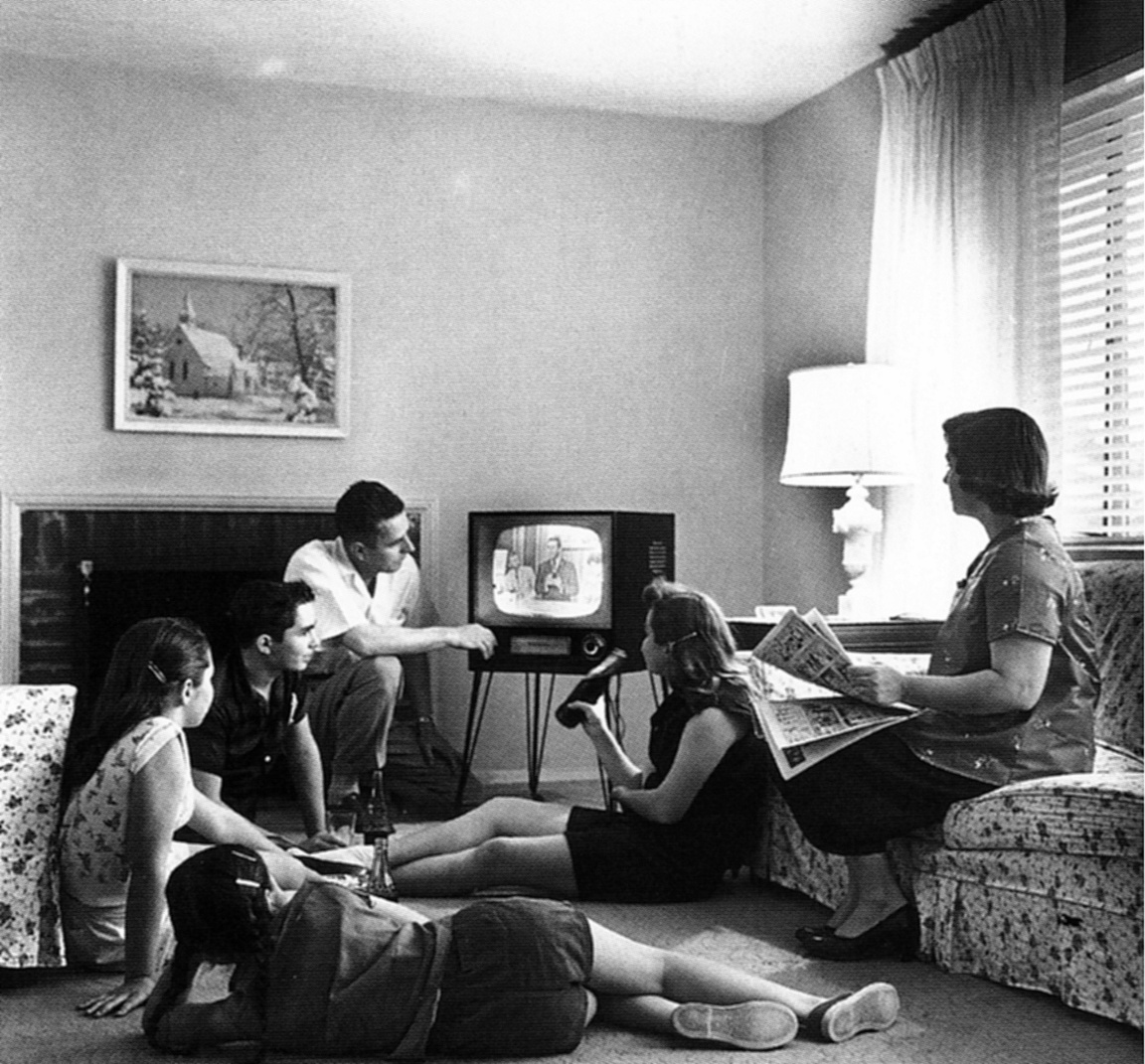
Una famiglia davanti al televisore nel 1958.

#### Nuovo cinema
L'esaurimento e la relativa interruzione del codice Hays riguardante la censura nella creazione e realizzazione cinematografica, l'uso di forme rinnovate di espressione artistica nel cinema sia europeo che asiatico nonché l'avvento di più moderni valori di produzione annunciarono una nuova era nel mondo dell'arte, dal cinema pornografico a quello mainstream, dalla distribuzione alle rassegne espositive.
La fine dell'operazione censoria tradizionale condusse ad una completa riforma dell'industria cinematografica occidentale. Con la ritrovata libertà artistica una generazione di cineasti "New Wave" di talento e che lavorarono su tutti i generi cinematografici portò per la prima volta rappresentazioni realistiche di soggetti precedentemente vietati agli schermi delle sale di quartiere; questo anche se gli studi cinematografici di Hollywood e il cinema statunitense continuarono ancora a venire considerati parte integrante del "potere" da vari elementi della controcultura.

#### Nuova radio
Già verso la fine degli anni 1960 la radio FM precedentemente sottovalutata arrivò a sostituire quasi del tutto la radio AM come punto focale per la continua esplosione della musica rock and roll, divenendo presto il nesso di notizie orientate alla gioventù oltre che di pubblicità per la generazione della controcultura. 

### Mutamento di stili di vita e moda
I principi pratici della comune, del collettivo e della "comunità intenzionale" riacquisteranno una loro forte popolarità nel corso di questo periodo.
Le prime comunità come la "Hog Farm", il "Quarry Hill Creative Center" - a Rochester (Vermont) - e Drop City negli Stati Uniti d'America furono istituite come dei tentativi d'instaurare una rinnovata semplicità di "vita rurale" tramite l'agricoltura (il "Back-to-the-land movement") nonché di vivere liberi da interferenze provenienti dalle più svariate influenze esterne non più desiderate.
Con il progredire del decennio molte persone stabilirono e popolarono tali nuovi gruppi di esistenza comunitaria in risposta non solamente alla disillusione nei confronti delle forme di comunità standardizzate, ma anche all'insoddisfazione di alcuni elementi della controcultura stessa: un certo numero di tali organizzazioni improntate all'autogestione e all'autosufficienza sono state accreditate per aver svolto un ruolo decisivo nella nascita e propagazione del movimento internazionale di politica verde (ambientalismo, sensibilità nei confronti dell'ecologia ecc).
L'emergere di un interesse sempre più diffuso verso un'espansione della coscienza spirituale, lo yoga, le pratiche dell'occultismo con la salita alla ribalta dei movimenti del potenziale umano contribuiranno a spostare sostanzialmente l'opinione pubblica nei riguardi della religione organizzata. Nel 1957 il 69% dei residenti statunitensi intervistati da Gallup (azienda) dichiarò che la fede religiosa stava aumentando d'importanza: alla fine degli anni 1960 i diversi sondaggi d'opinione indicarono che oramai meno del 20% continuava a mantenere una tale convinzione.
Il gap generazionale, o l'inevitabile divario percepito nella visione del mondo tra giovani e anziani non fu - forse - mai maggiore che durante l'era della controcultura. Una grande misura della voragine generazionale degli anni 1960 e dei primi anni 1970 nacque altresì da tendenze inerenti alla moda e l'acconciatura in rapida evoluzione le quali verranno prontamente adottate dalla gioventù, pur se spesso fraintese quando non ridicolizzate dai più adulti.
Tali tendenze includeranno il lasciarsi crescere i capelli molto lunghi da parte dei maschi (i "capelloni"), l'uso di pettinature naturali o afro da parte soprattutto degli afroamericani, l'esibizione di un abbigliamento rivelatore da parte delle donne in pubblico.

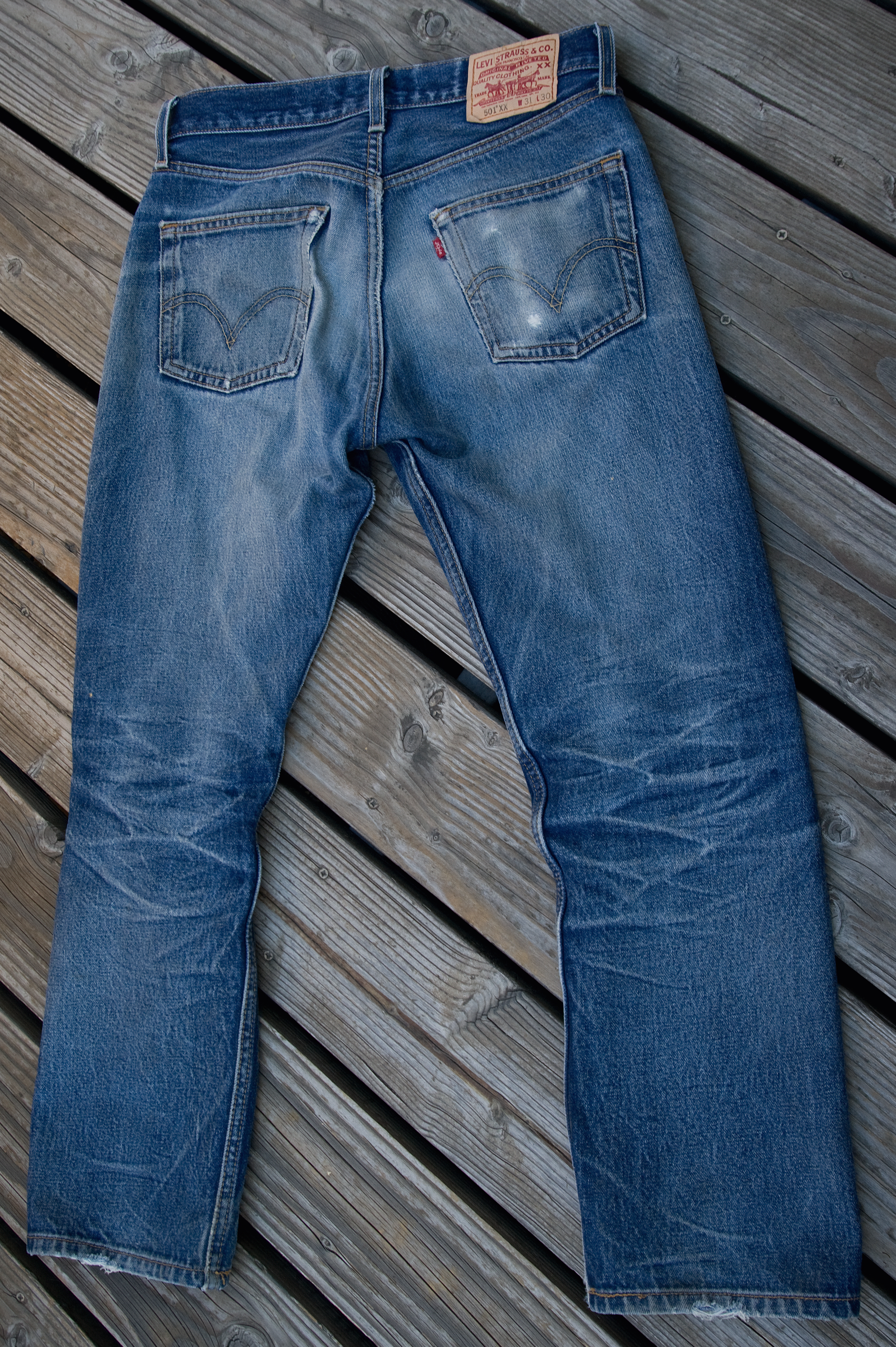
I jeans.

In definitiva si trattò di concedere la propria preferenza ad un abbigliamento casual pratico e confortevole, ovvero forme aggiornate di T-shirt (spesso in tintura a riserva o blasonate con dichiarazioni politiche o pubblicitarie esplicite) e i jeans in denim blu con marchio Levi's: ciò divenne l'"uniforme" di riconoscimento duratura per un'intera generazione.
Il predominio della moda della controcultura si concluse effettivamente con l'ascesa della Disco music e del Punk rock nei susseguenti anni 1970, anche se la popolarità globale di magliette, jeans e di un abbigliamento casual in generale proseguì a crescere attestando una sempre maggior preferenza tra la popolazione anche non più giovane.

### Cultura emergente della droga nella classe media
Nel mondo occidentale lo status giuridico in corso il quale criminalizzava l'industria della droga ricreativa risulterà essere infine determinante nella formazione di una dinamica sociale in antitesi alla classe dirigente da parte di alcuni di quelli che raggiunsero la maggiore età tra l'inizio e la fine degli anni 1960.
L'esplosione nell'utilizzo della marijuana, in larga misura da parte degli studenti nei campus universitari in rapida espansione, creò il bisogno di un numero crescente di persone per poter continuare a condurre i propri affari personali in segreto sia per l'approvvigionamento che per l'uso delle sostanze vietate.
La classificazione della marijuana come narcotico e la conseguente promulgazione di severe leggi penali contro il suo utilizzo guidò la massa giovanile a fumarla, oltre che alla sperimentazione di altre sostanze stupefacenti in una realtà di cultura underground. In molto presero così a vivere in gran parte in una situazione di clandestinità a causa della scelta intrapresa, nel costante timore della punizione repressiva poliziesca.

### Forze dell'ordine

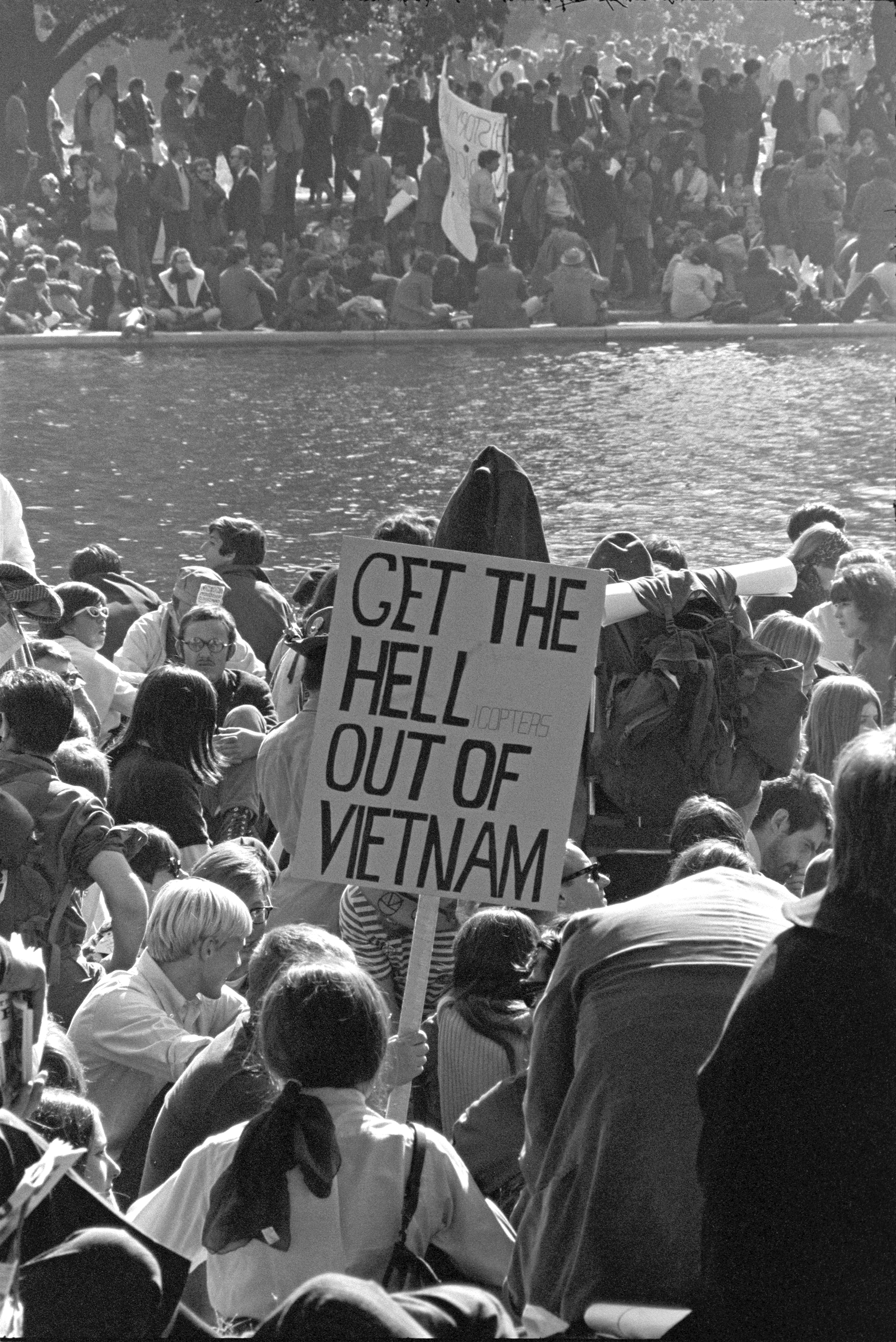
Proteste pacifiste contro la presidenza di Lyndon B. Johnson.

### Guerra del Vietnam
La guerra del Vietnam e il prolungato distanziamento nazionale tra i suoi sostenitori e oppositori furono probabilmente i fattori maggiormente importanti che contribuirono all'evoluzione del movimento contro-culturale più ampio.
L'affermazione generalmente accettata secondo cui la posizione di pacifismo era mantenuta solo dai giovani è in realtà un mito, ma le enormi proteste anti-guerra consistenti in migliaia di giovani provenienti da tutte le principali città degli Stati Uniti - oltre che in altre parti del mondo occidentale - li unirono efficacemente su una causa comune, contro la politica predominante la quale prevalse sotto 5 Congressi statunitensi e nel corso di 2 amministrazioni presidenziali.

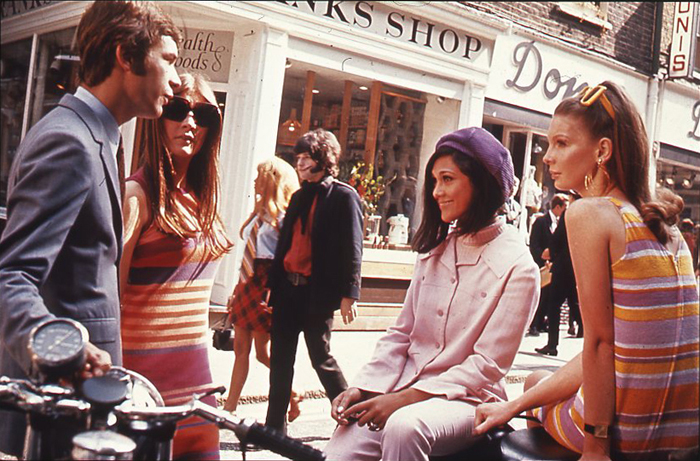
Carnaby Street a Londra nel 1966.

### In Europa occidentale
Il movimento della controcultura prese piede nell'Europa occidentale, con Londra, Amsterdam, Parigi, Roma, Milano, Copenaghen e Berlino Ovest che ben presto rivaleggiarono con San Francisco e New York come i centri di aggregazione principale.
L'UK Underground fu un movimento legato prevalentemente alla crescente subcultura statunitense e associato al fenomeno hippy, che generava le sue riviste e giornali, moda, gruppi musicali e club. La rilevante figura di Barry Miles ha detto:
Nei Paesi Bassi Provo costituì essere un movimento di controcultura che si concentrava sul "provocare risposte violente da parte delle autorità che usavano esche non violente".
In Francia lo sciopero generale incentrato a Parigi nel maggio 1968 (il Maggio francese) unì gli studenti francesi e quasi riuscì a rovesciare il governo in carica.
Kommune 1 o K1 fu una comune presente nella Germania Ovest, ed era noto per i suoi bizzarri eventi scenici che oscillavano tra satira e agente provocatore; questi poco dopo ispireranno il movimento dello spontaneismo e altri gruppi associabili alla sinistra politica.
Alla fine dell'estate del 1968 la comune si trasferì in una fabbrica deserta su Stephanstraße per ri-orientare i propri progetti. Questa seconda fase venne largamente caratterizzata da sesso, musica e droghe. Ben presto ricevette visitatori provenienti da tutto il mondo, incluso Jimi Hendrix.

## Movimenti

### Diritti civili
Il movimento per i diritti civili degli afroamericani rappresentò un elemento chiave della controcultura, comportando l'uso della nonviolenza per assicurare che si applicasse a tutti i cittadini l'uguaglianza sociale così com'era garantita dalla Costituzione USA. Diversi degli Stati federati (soprattutto negli Stati Uniti meridionali - avevano fino a quel momento negato illegalmente molti di questi diritti agli afroamericani.
Il problema venne affrontato con pieno successo a partire dalla prima metà degli anni 1960 grazie a numerosi ed importanti movimenti nonviolenti.

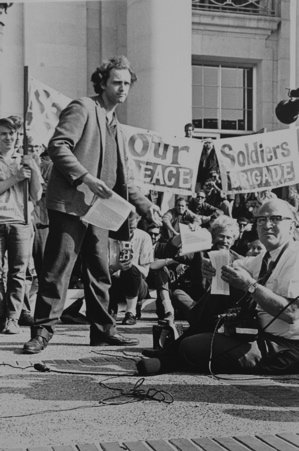
L'attivista del Free Speech Movement Mario Savio sui gradini di Sproul Hall, Università della California - Berkeley, 1966.

### Free Speech
Gran parte della controcultura degli anni 1960 nacque all'interno dei campus universitari.
Il Free Speech Movement del 1964 all'Università della California - Berkeley, che affondò le proprie radici nel movimento per i diritti civili, fu uno dei primi esempi in tal senso. A Berkeley un corposo gruppo di studenti cominciò ad identificarsi come aventi degli "interessi di classe sociale" che si trovavano in contrasto con quelli praticati dall'università e dai suoi sponsor aziendali.
Altri giovani ribelli, che non erano però studenti, contribuiranno anch'essi in maniera sostanziale al movimento Free Speech".

### New Left
La New Left è un termine utilizzato in diversi paesi per descrivere i movimenti della sinistra politica emersi nel corso degli anni 1960-70 nel mondo occidentale. Questi ultimi differirono dai precedenti che erano sempre stati orientati maggiormente verso l'attivismo del movimento operaio, adottando al suo posto la pratica dell'attivismo di stampo sociale. La "nuova sinistra" statunitense viene associata alle proteste di massa e ai movimenti radicali.
La "nuova sinistra" britannica fu invece un movimento guidato essenzialmente dagli intellettuali la quale cercò di correggere gli errori percepiti come commessi dai partiti della "vecchia sinistra" nel periodo post-seconda guerra mondiale; tali gruppi inizieranno a rallentare la loro spinta propulsiva durante gli anni 1970, quando gli attivisti s'impegneranno in progetti pubblici e sviluppando organizzazioni di giustizia e uguaglianza sociale, trasferendosi sul campo delle politiche identitarie o in stili di vita alternativi, o infine divenendo politicamente inattivi.
L'emergere all'attenzione dell'opinione pubblica della "nuova sinistra" condusse direttamente ad un rinnovato interesse nei confronti del socialismo libertario. La critica all'autoritarismo implicito nella "vecchia sinistra" si associò ad un forte interesse per la libertà personale, l'autonomia (vedi il pensiero di Cornelius Castoriadis) e diresse verso la riscoperta delle tradizioni socialiste più antiche come la sinistra comunista, il "comunismo dei consigli" e l'Industrial Workers of the World.

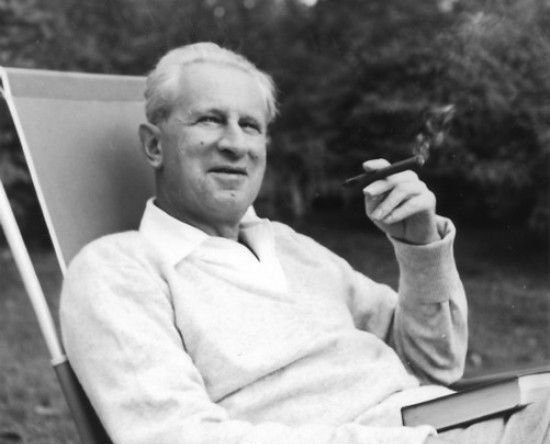
Herbert Marcuse, associato alla teoria critica della Scuola di Francoforte, fu un influente pensatore del socialismo libertario sui movimenti studenteschi radicali dell'epoca filosofica della New Left.

Essa portò anche ad una rinascita dell'anarchismo. Riviste come Radical America e Black Mask (Up Against the Wall Motherfucker), Solidarity, Big Flame e Democracy & Nature, seguite dall'Journal of Inclusive Democracy nel Regno Unito introdussero una gamma di idee rifacentisi al libertarismo di sinistra per un'intera nuova generazione. Da tutto ciò ebbe modo di emergere l'ecologia sociale di Murray Bookchin, l'Autonomia Operaia e, più recentemente, l'economia partecipativa (parecon) e la Democrazia Inclusiva.
Un'ondata d'interesse popolare nei riguardi dell'anarchismo si verificò nelle nazioni occidentali nei decenni 1960-70 e il suo pensiero si rileverà molto influente nella controcultura degli anni 1960; gli anarchici da par loro parteciperanno attivamente alle rivolte studentesche e dei lavoratori alla fine degli anni 1960. Nel corso del IX Congresso della Federazione anarchica italiana tenutosi a Carrara nel 1965 un gruppo scelse di separarsi creando i Gruppi di Iniziativa Anarchica: fu composto prevalentemente da "veterani individualisti anarchici con un orientamento volto al pacifismo, al naturismo ecc."
Sempre a Carrara nel 1968 l'Internazionale delle federazioni anarchiche venne fondata durante una conferenza dell'Internazionale anarchica direttamente dalle tre federazioni europee esistenti, la Fédération Anarchiste francese, quella italiana e la Federazione anarchica iberica oltre che da quella bulgara in esilio.
Durante gli eventi del Maggio francese i gruppi anarchici francesi attivi saranno Fédération anarchiste, Mouvement communiste libertaire, Union fédérale des anarchistes, Alliance ouvrière anarchiste, Union des groupes anarchistes communistes, Noir et Rouge, Confédération Nationale du Travail, Union anarcho-syndicaliste, Organization révolutionnaire anarchiste, Cahiers socialistes libertaires, À contre-courant, La Révolution prolétarienne e le pubblicazioni vicine a Émile Armand.
Oltreoceano la "nuova sinistra" incluse anche gruppi radicali, contro-culturali e Hippies come il Youth International Party (Yippie) guidati da Abbie Hoffman, The Diggers e Up Against the Wall Motherfuckers. Alla fine del 1966 i Diggers giunsero ad aprire Freeshop atti semplicemente a distribuirne le scorte, fornendo cibo gratis, droghe, denaro; organizzando concerti musicali e facendo rappresentare opere di arte politica: il tutto rigorosamente gratuitamente.
Essi presero il nome dagli originali Diggers inglesi guidati da Gerrard Winstanley, cercando di creare una mini-società del tutto priva di denaro e senza capitalismo. D'altra parte gli Yippie fecero un largo uso di gesti teatrali, come ad esempio far avanzare un maiale ("Pigasus l'immortale") come candidato alle elezioni presidenziali negli Stati Uniti d'America del 1968, per irridere lo status quo sociale.
Sono stati descritti come un movimento giovanile altamente teatrale, anti-autoritario e anarchico di "politica simbolica". Dal momento che erano ben noti per il teatro di strada e gli scherzi a tema politico, la maggior parte della "vecchia scuola" politica li ignorò o arrivò a denunciarli. Secondo ABC News: "Il gruppo era noto per gli scherzi del teatro di strada e una volta era denominato "Marxismo alla Groucho Marx".

Il simbolo della pace progettato e utilizzato per la prima volta nel Regno Unito dall'organizzazione della Campagna per il disarmo nucleare, divenne in seguito sinonimo di opposizione alla guerra del Vietnam.

### Contro la guerra
A Trafalgar Square - Londra - nel 1958, in un atto di disobbedienza civile e contestazione tra i 60 e i 100.000 manifestanti costituiti per la gran parte da studenti e pacifisti confluirono in quelle che sarebbero diventate le manifestazioni per "vietare la bomba" (il movimento anti-nucleare e la campagna per il disarmo nucleare).

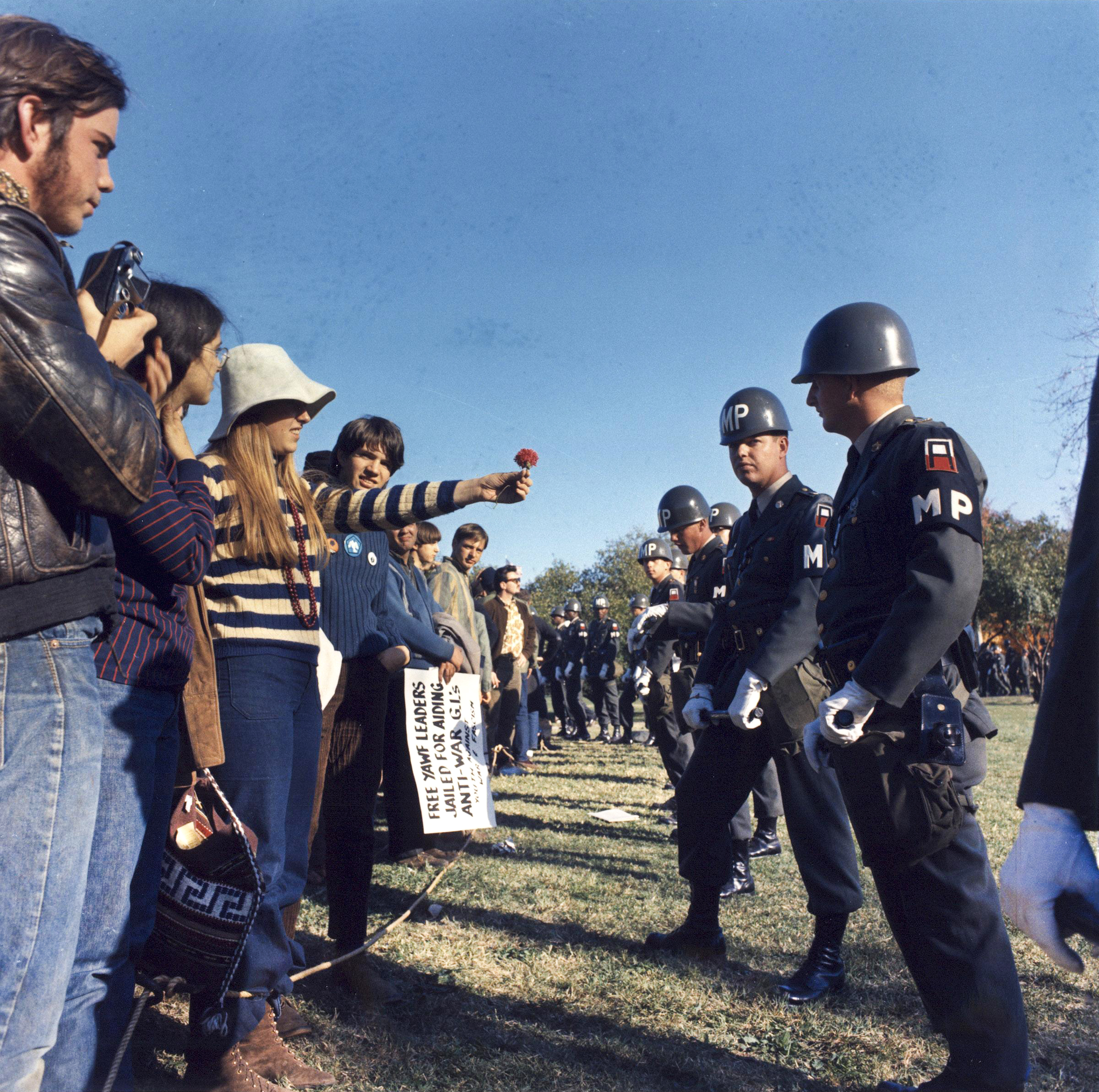
"Mettete dei fiori nei vostri cannoni..."

L'opposizione alla guerra del Vietnam ebbe il suo principio a partire dal 1964 nei campus universitari statunitensi. L'attivismo studentesco (la Students for a Democratic Society e Free Speech Movement) si trasformò assai presto in un tema dominante tra i baby boomer, crescendo fino ad includervi molti altri gruppi demograficamente variegati.
Esenzioni e rinvii per il ceto medio e alto condussero all'induzione di un numero sproporzionato di dichiaranti poveri, della classe lavoratrice e delle diverse minoranze. Libri controculturali come MacBird! di Barbara Garson e gran parte della musica controculturale incoraggiarono uno spirito intriso di anticonformismo nemico della classe dirigente al potere nel mondo occidentale.
Nel 1968, l'anno dopo che furono intraprese una grande marcia verso l'Organizzazione delle Nazioni Unite a New York (la "National Mobilization Committee to End the War in Vietnam") e un'ampia protesta davanti al Pentagono, la maggioranza della popolazione del paese cominciò ad opporsi sempre più risolutamente all'inevitabilità del conflitto.

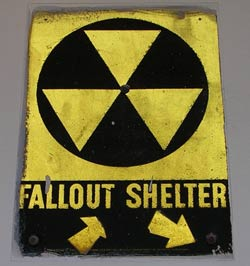
Insegna indicante un rifugio antiatomico a New York.

### Contro il nucleare
L'applicazione della tecnologia nucleare, sia come fonte di energia sia come strumento di guerra, è stata assai presto sottoposta ad accese controversie; scienziati e diplomatici hanno discusso la politica delle armi nucleari sin da prima dei Bombardamenti atomici di Hiroshima e Nagasaki nel 1945.
L'opinione pubblica iniziò seriamente a preoccuparsi per i test nucleari a partire all'incirca dal 1954, dopo numerosi test effettuati nell'area dell'Oceano Pacifico. Nel 1961, al culmine della Guerra fredda, circa 50.000 donne riunite da "Women Strike for Peace" marceranno in 60 città degli Stati Uniti per manifestare contro le armi nucleari. Nel 1963 molti paesi e la presidenza di John Fitzgerald Kennedy ratificarono il Trattato sulla messa al bando parziale degli esperimenti nucleari che proibiva di testare la bomba atomica nell'atmosfera.
Alcuni oppositori locali all'energia nucleare usciranno allo scoperto nei primi anni 1960 e alla fine di quello stesso decennio alcuni membri della comunità scientifica iniziarono a esprimere le proprie sentite preoccupazioni. Agli inizi degli anni 1970 vi furono grandi proteste su una proposta di centrale nucleare a Wyhl am Kaiserstuhl, nella Germania Ovest. Il progetto fu cancellato nel 1975 e il successo ottenuto ispirò l'opposizione al nucleare in altre parti dell'Europa e dell'America del Nord.
L'energia nucleare divenne una questione di grande protesta pubblica per tutto il corso degli anni 1970 con Musicians United for Safe Energy.

### Femminismo
Il ruolo delle donne come casalinghe a tempo pieno nella società industriale fu messo ufficialmente in discussione a partire dal 1963, quando la statunitense Betty Friedan diede alle stampe il suo libro intitolato La mistica della femminilità, dando in tal maniera slancio al movimento per i diritti delle donne ed influenzando ampiamente quella che in molti presero a chiamare seconda ondata femminista.
Altre autorevoli attiviste come Gloria Steinem e Angela Davis organizzarono, influenzarono e/o educarono le generazioni più giovani ad appoggiare ed espandere la teoria femminista.
Il femminismo acquisì velocemente ulteriore importanza all'interno dei movimenti protestatari del Sessantotto e oltre, quando le donne in movimenti come "Students for a Democratic Society" si ribellarono contro il ruolo di genere tradizionale di secondo piano a loro da sempre assegnato, compresa la New Left dominata dagli uomini; così come contro manifestazioni di aperto e dichiarato sessismo all'interno di alcuni degli stessi gruppi radicali.
Il pamphlet del 1970 Women and Their Bodies, ampliato l'anno seguente nel libro Our Bodies, Ourselves, fu particolarmente influente nel determinare la nuova coscienza femminista.

### Gay liberation
I moti di Stonewall furono una serie di manifestazioni spontanee e disordini civili scatenati contro un raid effettuato dalla polizia e che si svolse nelle prime ore del mattino del 28 giugno del 1969 allo Stonewall Inn, un gay bar nel quartiere di Greenwich Village a New York.
Questo viene citato spesso come il primo esempio nella storia statunitense in cui le persone appartenenti alla comunità gay combatterono attivamente contro un sistema sponsorizzato dal Governo federale

## Cultura e stili di vita

### Siamo figli dei fiori!
Dopo il 14 giugno del 1967 con l'evento Human Be-In verificatosi a San Francisco e organizzato dall'artista Michael Bowen l'attenzione dei mass media sulla nuova cultura venne pienamente attivata.
Entro quello stesso anno l'interpretazione data da Scott McKenzie della canzone San Francisco (Be Sure to Wear Flowers in Your Hair) indusse oltre 100.000 giovani provenienti da tutte le parti del mondo a celebrare la Summer of Love; mentre il brano era stato originariamente scritto dal cantautore John Phillips del gruppo folk rock The Mamas & the Papas per la promozione del Festival di Monterey di giugno, esso divenne con estrema rapidità un successo globale strepitoso (4° negli USA, 1° in Europa) giungendo velocemente a superare il suo scopo originario.

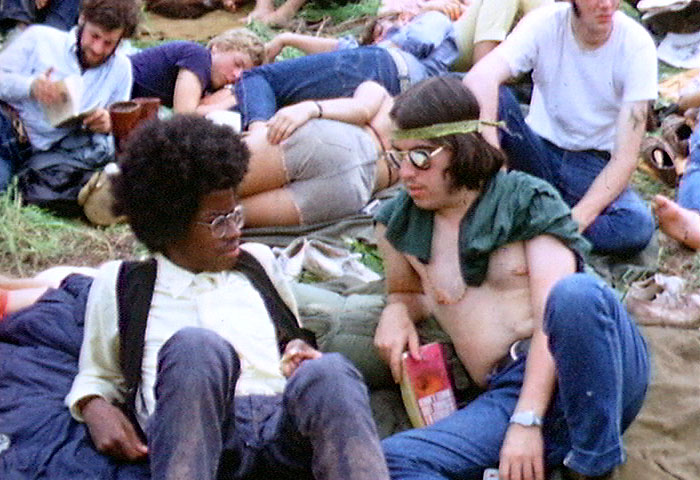
Figli dei fiori al festival di Woodstock.

I "figli dei fiori" californiani adottarono immediatamente nuove forme di abbigliamento, sperimentato il loro stile di vita con droghe a contenuto psichedelico, vivendo per lo più in forma comunitaria e sviluppando una vibrante scena musicale.
Quando i partecipanti se ne tornarono a casa da "The Summer of Love" questi stili e comportamenti presero a diffondersi partendo da San Francisco e Berkeley inizialmente in molte altre città statunitensi e canadesi per giungere poco dopo anche nelle principali capitali dell'Europa occidentale. Alcuni formarono delle vere e proprie comuni per poter vivere il più lontano possibile dal sistema di potere stabilito.
Questo specifico aspetto della controcultura respinse l'impegno politico attivo contro il mainstream e, seguendo il dettato di Timothy Leary di "accendere, sintonizzare e abbandonare" ("Turn on, tune in, drop out") sperarono sinceramente di riuscire a cambiare la società abbandonandone tutti gli schemi precostituiti (incluso l'abbandono scolastico). Guardando indietro alla sua vita - come professore dell'Università di Harvard - prima del 1960 Leary ebbe ad interpretare tutto ciò come
intellettuali del ceto medio.»
Quando col tempo i membri del movimento invecchiarono e cominciarono di conseguenza a moderare le proprie vite ed opinioni, in special modo dopo che il coinvolgimento degli Stati Uniti nella guerra del Vietnam terminò verso la metà degli anni 1970, la controcultura derivatane venne largamente assorbita dalla corrente principale tradizionale, lasciando però un suo impatto duraturo su filosofia, morale, musica, arte, salute e dietetica alternativa (il vegetarianismo) oltre che sugli stili di vita quotidiana e lo stesso mondo della moda.
Oltre all'estetica e ai differenti punti di vista nei riguardi del pacifismo e dell'essere anti-sistema in radicale opposizione alla classe dirigente un certo numero di figli dei fiori presero la decisione di allontanarsi in maniera definitiva dalla moderna società della civiltà occidentale e quindi di stabilirsi in ranch o "Comuni": la prima di queste fu una terra di 7 acri nel Colorado meridionale denominata Drop City. Secondo Timothy Miller:
Molti degli abitanti agirono mettendo in pratica le loro idee come ad esempio il riutilizzo dei rifiuti per farne materiali riciclati volti alla costruzione di cupole geodetiche per riparo e altri scopi; facendo un largo uso di varie sostanze stupefacenti come la marijuana e l'LSD e producendo vari pezzi di Drop Art.
Dopo questo primo successo iniziale innumerevoli altri visitatori avrebbero preso in seria considerazione l'idea della creazione di nuove "Comuni", diffondendone in tal maniera i principi; una di esse, chiamata "The Ranch", rimase molto vicina e somigliante alla cultura di Drop City e nello stesso tempo instaurò ulteriori concetti, come il dare ai bambini le più ampie libertà riconosciute in seguito in quanto "diritti dei bambini".

### Marijuana, LSD e altre droghe ricreative
Nel corso degli anni 1960 l'utilizzo a scopo ricreativo di LSD ("Lysergic acid diethylamide", un allucinogeno) si evolvette ed espanse in una subcultura la quale si mise ad esaltare il simbolismo mistico e religioso molto spesso generato dai potenti effetti della sostanza stupefacente, sostenendone pertanto il suo utilizzo quale metodo di sensibilizzazione entro la sfera della coscienza.

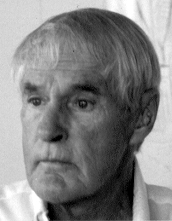
Timothy Leary a Los Angeles in una foto del 1989.

Le maggiori personalità associate ad una tale sottocultura, da "guru" come Timothy Leary ai musicisti del rock psichedelico come Grateful Dead, i Pink Floyd, Jimi Hendrix, The Byrds, The 13th Floor Elevators, Ultimate Spinach, Quicksilver Messenger Service, Crosby, Stills, Nash & Young, The Doors, Blue Cheer, The Chambers Brothers, Country Joe and the Fish, Big Brother and the Holding Company, i Jefferson Airplane ed infine anche dai The Beatles, si attirarono rapidamente una gran quantità di pubblicità generando così un ulteriore interesse nei riguardi dell'LSD.
La divulgazione della droga al di fuori del mondo della medicina ebbe un'accelerazione quando individui come Ken Kesey parteciparono attivamente a svariate sperimentazioni sul farmaco, apprezzandone infine i risultati cui si era giunti e ciò che poté vedere. Tom Wolfe scrisse un resoconto - il quale risultò essere ampiamente letto - di questi primissimi tempi di vita dell'LSD e del suo ingresso nel mondo non accademico nel testo The Electric Kool Aid Acid Test il quale documentò il viaggio "cross-country" alimentato a party di acido di K. Kesey e dei Merry Pranksters sull'autobus psichedelico "Furthur" e i "Prove acide" dell'antagonista "The Pranksters".
A partire dal 1965 i laboratori Sandoz della casa farmaceutica multinazionale Novartis interruppero le proprie spedizioni - seppur ancora legali in territorio statunitense - di LSD per scopi di ricerca scientifica ed utilizzo nell'ambito della psichiatria, a seguito di un'accurata richiesta di spiegazioni provenienti direttamente dal Governo federale della Presidenza di Lyndon B. Johnson in merito al suo uso ed effetti principali.
Già nell'aprile dell'anno seguente l'utilizzo della nuova sostanza era divenuto talmente diffuso che Time Magazine si preoccupò di avvertire sui suoi eventuali e possibili effetti pericolosi; a dicembre uscì nelle sale il film d'exploitation Hallucination Generation. Seguiranno di lì a poco The Trip (Il serpente di fuoco, 1967) e Psych-Out (1968).

#### Ricerca e sperimentazione psichedelica
Poiché la maggior parte delle ricerche sulle sostanze psichedeliche iniziò negli anni 1940 e 1950, la pesante sperimentazione prese a fare il suo effetto nel corso degli anni 1960 durante quest'epoca di cambiamento e movimento; i ricercatori cominciarono ad ottenere riconoscimento e popolarità propriamente con la promozione della psichedelia. Questo fatto ancorò fortemente le proposte rivoluzionarie le quali presero il via dai seguaci e sostenitori della controcultura: la maggior parte delle ricerche vennero effettuate presso i migliori college e istituti come l'Università di Harvard.
Timothy Leary assieme al suo team nutrirono speranze per ottenere potenziali ribaltamenti di tipo sociale; la loro ricerca prese avvio con i funghi alla psilocibina e venne denominata "Harvard Psilocybin Project". In uno studio divenuto noto come "Concord Prison Experiment" Leary osservò il potenziale della sostanza di ridurre la recidiva nei criminali dopo che erano usciti di prigione.
Al termine di tutta una serie di sessioni sul tema egli fece un "follow-up"; venne in tal maniera a scoprire che "il 75% dei prigionieri che erano stati rilasciati erano rimasti fuori di prigione". Egli credette così di aver risolto il problema del crimine a livello nazionale; ma con molti dei più alti funzionari rimasti scettici, questa svolta non sarà mai promossa.
A causa delle esperienze personali condotte con queste droghe Leary e i suoi numerosi colleghi di spicco, Aldous Huxley (Le porte della percezione) e Alan Watts (The Joyous Cosmology) ritennero che questi fossero i meccanismi che potevano portare la pace non solo alla nazione ma al mondo intero. Mentre la loro ricerca continuava i media li seguivano e pubblicavano il loro lavoro e documentavano il loro comportamento: iniziò quindi la tendenza di questa subcultura sperimentale sulla droga.
Leary tentò inoltre di portare una consapevolezza più organizzata alle persone interessate allo studio delle sostanze psichedeliche; affrontò il comitato del Senato a Washington e raccomandò ai college di autorizzare la conduzione di corsi di laboratorio in sostanze psichedeliche. Non mancherà neppure di far notare che questi corsi "porrebbero fine all'uso indiscriminato dell'LSD e sarebbero i più popolari e produttivi mai offerti".
Sebbene questi uomini cercassero un'illuminazione definitiva alla fine la realtà dimostrò che il potenziale che pensavano fosse lì a portata di mano non poteva effettivamente essere pienamente raggiunto, almeno in quel dato momento. Il cambiamento che cercarono per il mondo non fu permesso dai sistemi politici di tutte le nazioni in cui gli uomini perseguivano le loro ricerche. Ram Dass afferma:
La ricerca del team di Leary venne prima sospesa e poi chiusa definitivamente e ovunque i loro membri si sono trasferiti in tutto il mondo; il loro comportamento "fuorilegge" e l'approccio aggressivo con questi farmaci non si adattò mai troppo bene alla legalità. I funzionari non si trovarono d'accordo con una tale "promozione caotica della pace".
La ricerca con droghe psichedeliche e coloro che l'hanno condotta si trasferì in una comprensione radicale per la stragrande maggioranza degli "adepti"; tuttavia, creò un cambiamento di fatto. Di conseguenza si creò un'"increspatura di curiosità" e l'ondata continuò velocemente a gonfiarsi.

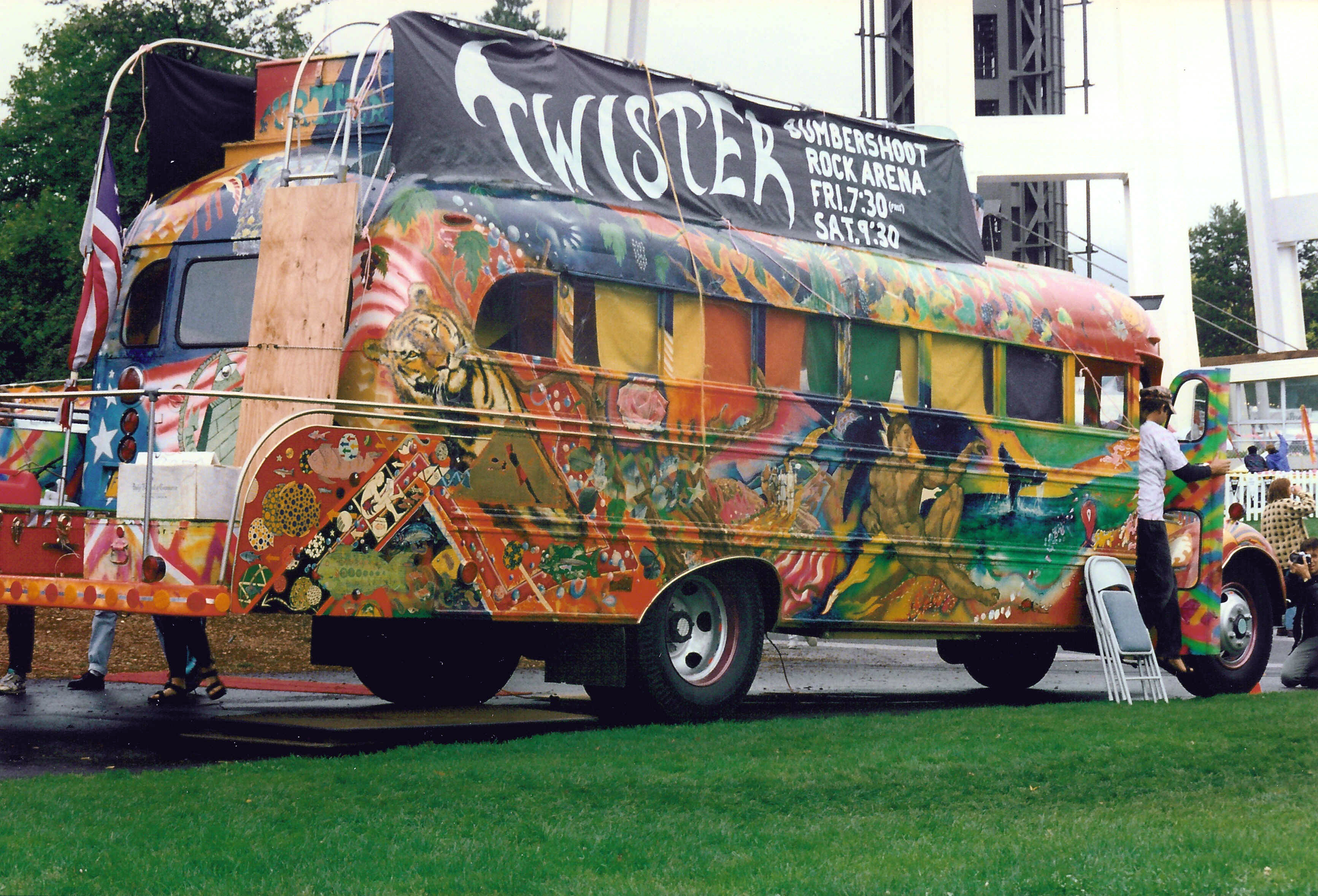
Un esempio di "Further".

#### Ken Kesey e i Merry Pranksters
Ken Kesey e i suoi Merry Pranksters contribuirono ampiamente a plasmare il carattere in via di sviluppo della controcultura degli anni 1960 a partire da quando intrapresero un viaggio campestre durante l'estate del 1964 in uno "scuolabus psichedelico" chiamato "Further".
Fin dall'aprile del 1959 Kesey si era offerto volontario come soggetto di ricerca per le sperimentazioni mediche finanziate dal progetto MKULTRA della CIA. Tali studi presero a testare gli effetti dell'LSD, della psilocibina, della mescalina e di altri farmaci considerati psichedelici. Dopo le prime prove mediche Kesey proseguì a sperimentarli da solo, ma venne a coinvolgere un po' alla volta molti dei suoi amici più intimi: collettivamente divennero pertanto noti sotto la denominazione di "The Merry Pranksters".
Essi fecero quindi visita al grande propagatore e seguace dell'LSD T. Leary - allora ancora professore all'Università di Harvard - nel suo ritiro di Millbrook (New York); la sperimentazione con l'LSD e altre droghe psichedeliche, principalmente come mezzo per la riflessione interna e la crescita personale, divenne in tal maniera una costante durante l'intero viaggio dei Pranksters.
Il gruppo creò così un legame diretto tra la Beat Generation degli anni 1950 e la scena psichedelica dei successivi anni 1960; l'autobus sarà guidato dall'icona Beat Neal Cassady, mentre il poeta Allen Ginsberg ne salì a bordo solamente per un certo periodo: l'amico-amante di Cassady, l'autore di Sulla strada Jack Kerouac, rifiuterà però invece sempre di partecipare alla "scena sociale" dei Pranksters.
Dopo che "i burloni" se ne furono tornati in California incominciarono a rendere sempre più popolare l'uso dell'LSD attraverso i cosiddetti "Acid Tests", che inizialmente si tennero a casa di Kesey a La Honda, poi a seguire in molti altri luoghi della West Coast. Gli esperimenti di "cross country" e "Pranksters" furono ampiamente documentati in The Electric Kool Aid Acid Test di T. Wolfe, un capolavoro del Nuovo giornalismo.

#### Altri psichedelici
La sperimentazione con LSD, peyote, fungo allucinogeno alla psilocibina, MDA (chimica), marijuana e altre droghe psichedeliche si trasformò con estrema rapidità in una componente importante - quando non essenziale - della controcultura degli anni 1960, influenzando filosofia, arte psichedelica, musica e moda-stili di abbigliamento.
Jim DeRogatis ha scritto che il peyote, un piccolo cactus contenente l'alcaloide della mescalina, era a quell'epoca ampiamente disponibile ad Austin, uno dei massimi centri di controcultura in quei primi anni del decennio.

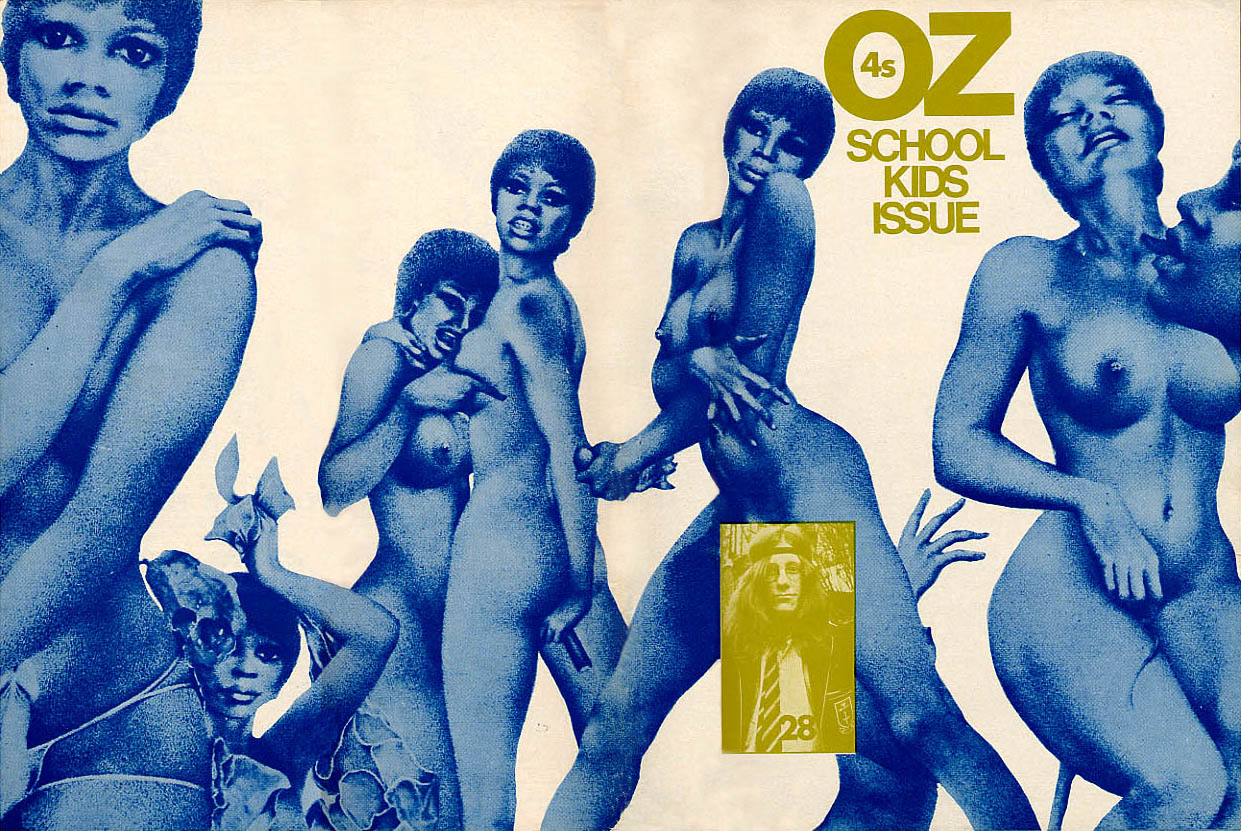
Oz numero 28, noto anche come "Schoolkids issue of OZ", che fu la causa principale di un caso di oscenità di alto profilo esploso nel 1971 nel Regno Unito. Oz era una pubblicazione underground britannica con un punto di vista generale hippie/controculturale.

### Rivoluzione sessuale
La rivoluzione sessuale (conosciuta anche come un tempo di "liberazione sessuale") fu un movimento sociale che sfidava i tradizionali codici di comportamento relativi alla sessualità e alle relazioni interpersonali in tutto il mondo occidentale dagli anni 1960 al 1980 circa.

La liberazione sessuale includeva una maggiore accettazione del rapporto sessuale al di fuori delle tradizionali relazioni fondate sull'eterosessualità e la monogamia (principalmente il matrimonio). Seguirono la pillola anticoncezionale, la nudità pubblica, la normalizzazione del sesso prematrimoniale, l'omosessualità e tutte le forme alternative di sessualità, oltre che la legalizzazione del divorzio e dell'aborto.

### Media alternativi

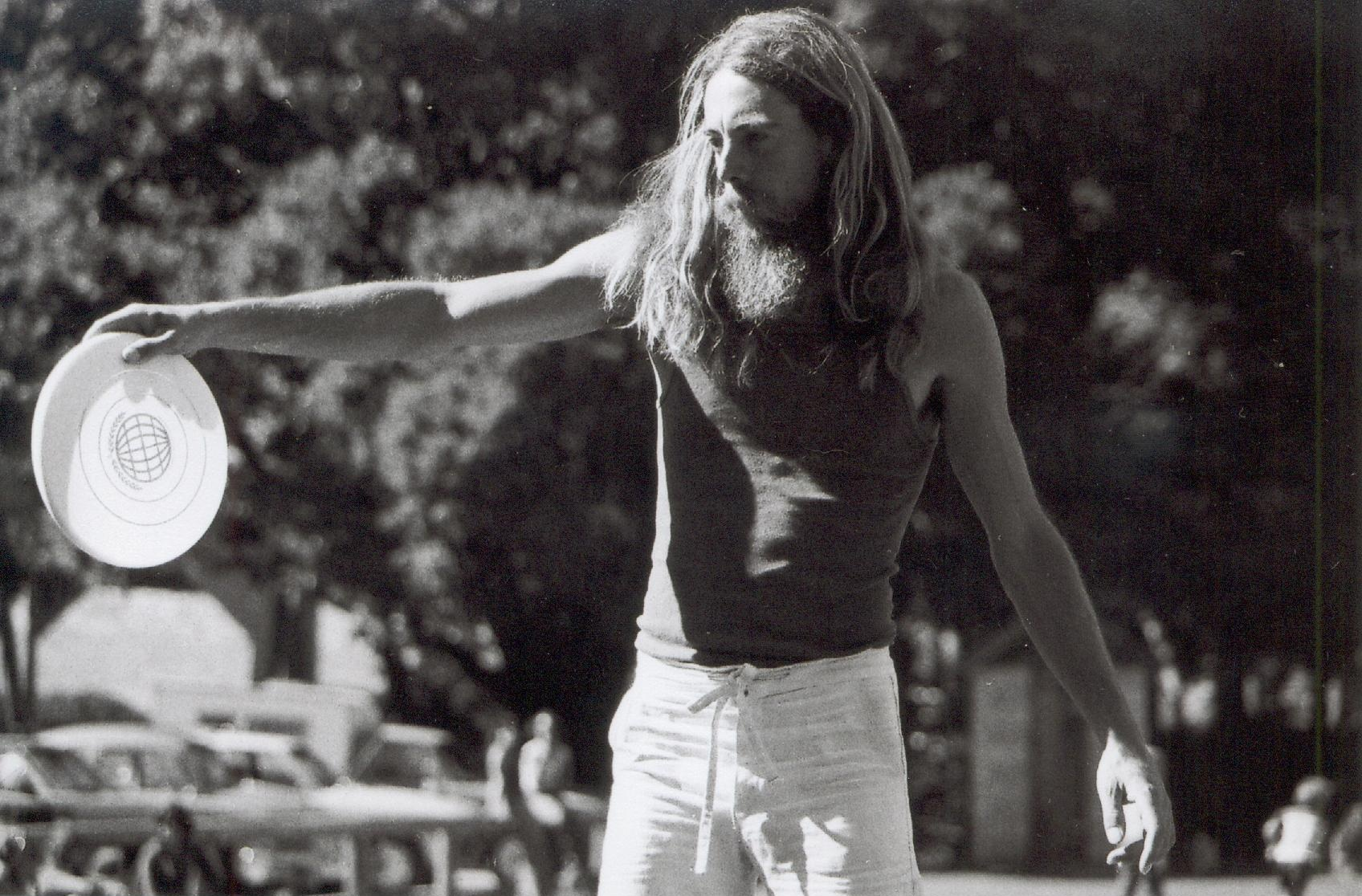
In qualità di hippy Ken Westerfield ha contribuito a diffondere il Frisbee come uno sport alternativo negli anni 1960 e 1970.

### Avanguardia e anti-arte

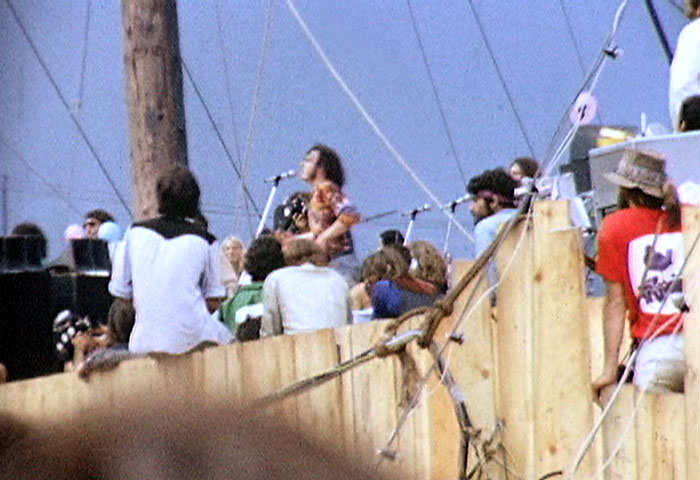
Joe Cocker al festival di Woodstock nel 1969.

### Film
La controcultura non è stata solo influenzata dal cinema, ma è risultata essere anche determinante nella fornitura di contenuti e talenti per l'industria cinematografica. Gangster Story (1967) ha raccolto il pieno accordo con la gioventù del tempo in quanto "l'alienazione dei giovani negli anni 1960 era del tutto paragonabile all'immagine del regista dato negli anni 1930 all'intera vicenda concernente Bonnie e Clyde".
I film di questo periodo s'incentrarono e concentrarono pure sui cambiamenti in atto e/o appena accaduti nel mondo; un segno di ciò sarà la visibilità che la subcultura hippy acquisirà nei vari media, sia mainstream che underground. I film d'exploitation degli anni 1960 sulla cultura hippy sfruttarono situazioni stereotipate associate al movimento come l'uso di marijuana e LSD, il poliamore e la sessualità liberata, i festini e la psichedelia selvaggia.
Alcuni di questi esempi possono includere Hallucination Generation e The Love-in (1967), La ragazza dalla calda pelle e Psych-Out (1968), Il serpente di fuoco e Quattordici o guerra. La commedia-musical Hair stupì il palcoscenico con la nudità frontale integrale; l'avventura Road Trip di Dennis Hopper, Easy Rider (1969), venne accolta e accettata come uno dei film di riferimento dell'epoca.
America, America, dove vai? ritrasse la Convention del Partito Democratico per le elezioni presidenziali del 1968 insieme alle rivolte di Chicago contro la polizia di quello stesso anno: è stato definito "una fusione di cinema-vérité e radicalismo politico".
Uno studio cinematografico tentò d'inglobare la tendenza hippy con Psych-Out il quale si ritrovò in contrasto con la versione cinematografica di Alice's Restaurant di Arlo Guthrie, che alcuni ritengono egli abbia definito come la generazione "condannata". Il paesaggio musicale dell'epoca venne rappresentato da pellicole come Woodstock - Tre giorni di pace, amore e musica, un documentario sull'omonimo festival di Woodstock, avvenuto nell'estate del 1969.
Inaugurato dall'uscita di Blue Movie di Andy Warhol (il "Garrick Cinema") il fenomeno del film erotico per adulti in quanto arte erotica fu discusso pubblicamente dalle celebrità (come Johnny Carson e Bob Hope) e preso sul serio dalla critica (come Roger Ebert), uno sviluppo riferito da Ralph Blumenthal del The New York Times come "porno-chic" (Pornographication) e più tardi conosciuto come "l'età d'oro del cinema pornografico" il quale ebbe inizio per la prima volta nella moderna cultura statunitense.
Secondo la premiata autrice Toni Bentley, il film di Radley Metzger del 1976, A bocca piena basato sull'opera teatrale Pigmalione di George Bernard Shaw (e il suo derivato My Fair Lady), dovuto al raggiungimento di un livello mainstream nella trama e nei set, viene considerato il "gioiello della corona" di questa "Età aurea".
Nel cinema francese Nouvelle Vague divenne un termine generico coniato dalla critica per indicare e individuare un certo gruppo di cineasti attivi a partire dalla fine degli anni 1950, influenzati dal Neorealismo italiano oltre che dal cinema narrativo classico di Hollywood. Sebbene esso non sia mai stato un movimento formalmente organizzato, tale gruppo rimase collegato dal suo cosciente rifiuto della forma cinematografica classica e dal loro spirito di giovanile iconoclastia; divenne rapidamente un esempio del cinema d'arte europeo.
In molti s'impegnarono anche per trattare nelle proprie opere gli sconvolgimenti sociopolitici dell'epoca, rendendoli attraverso gli esperimenti radicali eseguiti in via di montaggio, con lo stile visivo e la parte narrativa in un atto di rottura generalizzata con il paradigma conservatore. Il Left Bank, o Rive Gauche, fu un gruppo di cineasti associati alla New Wave francese e identificato per la prima volta da Richard Roud.
Il corrispondente gruppo right bank venne costituito dai registi New Wave più famosi e di successo finanziario associati ai Cahiers du cinéma (da Claude Chabrol a François Truffaut e Jean-Luc Godard). I registi della Left Bank vengono ad includere Chris Marker, Alain Resnais e Agnès Varda. Roud ha descritto una particolare
nonché una chiara identificazione con la sinistra politica. Altri film new waves provenienti da innumerevoli paesi e associati con gli anni 1960 saranno il Nuovo cinema tedesco, il cecoslovacco Nová vlna, il brasiliano Cinema Novo e infine il Japanese New Wave.
Nel corso del decennio la definizione di art film cominciò a venire utilizzata molto più oltreoceano che in Europa; negli Stati Uniti il termine viene assai spesso definito in un senso molto ampio per includervi "film d'autore" (vedi politica degli autori) in lingua straniera (non inglese), il film indipendente e sperimentale, il documentario e il cortometraggio. Durante gli anni 1960 il "film d'arte" divenne per lo più un eufemismo statunitense per riconoscere i b-movies (o film di serie B) italo-francesi.
Nel decennio seguente lo stesso termine fu usato per descrivere i film europei più sessualmente espliciti, ma pur mantenendo una qual certa strutturazione artistica, come a titolo d'esempio lo svedese Io sono curiosa (Yellow). Questo particolare momento storico si rivelò assai importante per il "cinema d'arte"; l'uscita quasi in contemporanea di tutta una serie di film rivoluzionari che hanno poi dato vita al cinema d'arte europeo, il quale ebbe forti tratti contro-culturali in registi quali Michelangelo Antonioni, Federico Fellini (Fellini Satyricon), Pier Paolo Pasolini (Il Decameron), Luis Buñuel (Bella di giorno) e Bernardo Bertolucci (Ultimo tango a Parigi).

Il logo della Apple.

### Tecnologia
Nel suo saggio del 1986 intitolato From Satori to Silicon Valley lo storico culturale Theodore Roszak ha sottolineato che la Apple è sorta per via diretta dalla controcultura della West Coast. L'autore delinea lo sviluppo del computer Apple e l'evoluzione di 'the two Steves' (Steve Wozniak e Steve Jobs, gli sviluppatori della nuova tecnologia) in uomini d'affari.
Come loro anche molti altri tra i primi pionieri dell'informatica e della rete di computer - dopo aver scoperto l'LSD e aver frequentato i campus dell'Università della California - Berkeley, l'Università di Stanford e il Massachusetts Institute of Technology tra la seconda metà degli anni 1960 e nei primi anni 1970 - sarebbero emersi da questa casta di "disadattati" sociali per modellare il mondo moderno.

### Religione, spiritualità e occulto
Molti rifiutarono in toto la religione organizzata tradizionale in favore di un'esperienza di spiritualità maggiormente personale, attingendo spesso a credenze indigene e popolari. Se aderivano alle fedi tradizionali questi spesso abbracciavano il buddhismo, il taoismo, l'induismo e le altre religioni indiane, fino agli unitariani universalisti e il cristianesimo del restaurazionismo (lo Jesus movement).

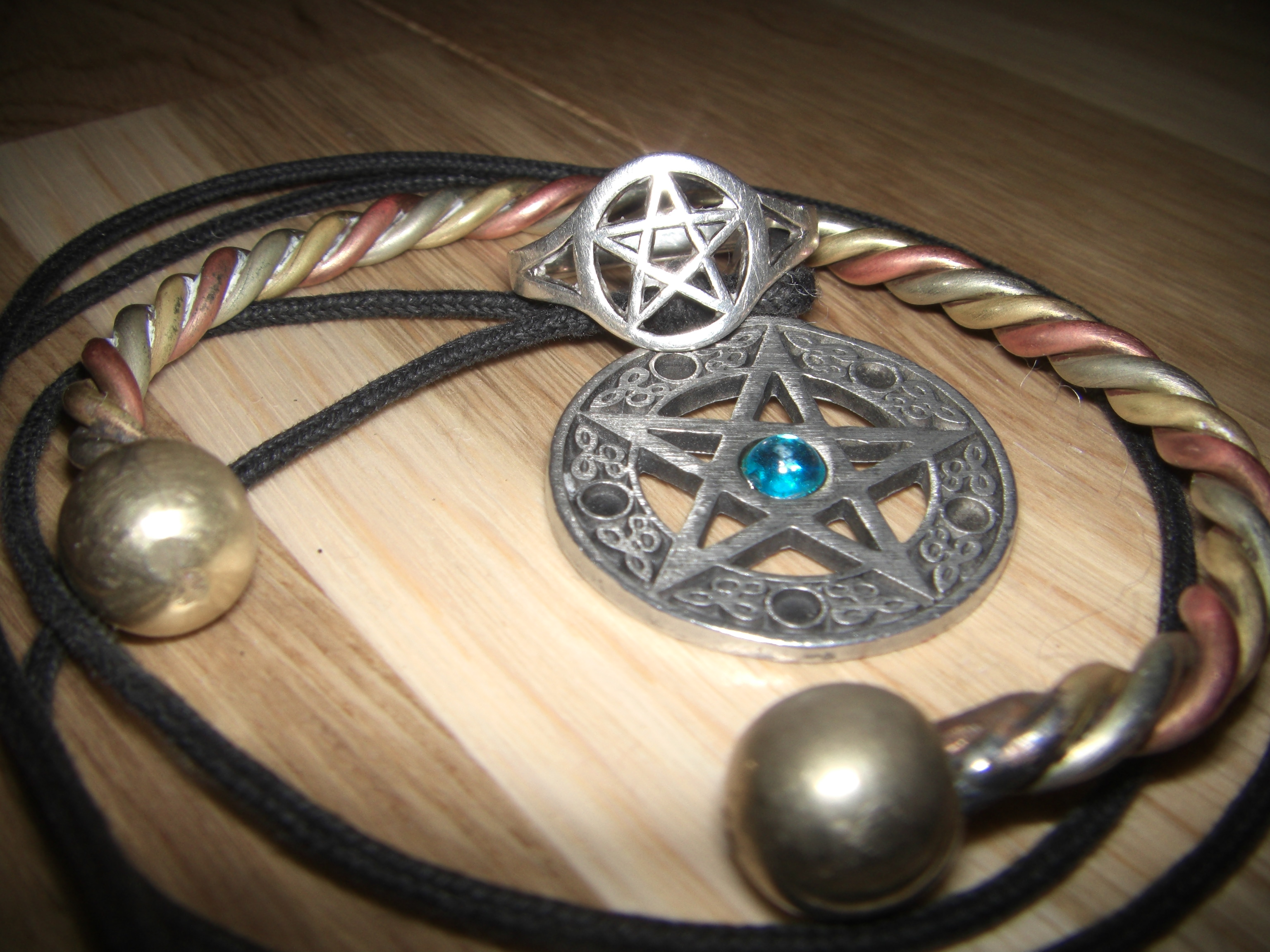
Ciondolo e bracciale con pentacolo, un pentagramma cerchiato; questo viene usato da molti aderenti alla Wicca.

Alcuni abbracceranno invece il neopaganesimo, in particolare la Wicca. Questa è una religione di stregoneria che divenne sempre più importante a partire dal 1951, con l'abrogazione del Witchcraft Act del 1735, dopo il quale Gerald Gardner e altri come Charles Cardell e Cecil Williamson iniziarono a pubblicizzare le loro versioni della "Craft".
Essi non hanno mai usato il termine "Wicca" come identificatore religioso, semplicemente riferendosi al "culto delle streghe", "stregoneria" e "Vecchia religione"; tuttavia lo stesso Gardner si riferiva alle streghe come "la Wica": ma fu proprio durante gli anni 1960 il nome della religione si normalizzò in "Wicca".
La tradizione di Gardner, in seguito denominata Gardnerianismo, divenne presto la forma dominante in Inghilterra e si diffuse in altre parti delle isole britanniche.
Dopo la morte del fondatore avvenuta nel 1964 la Craft continuò a crescere senza sosta nonostante il sensazionalismo e gli innumerevoli ritratti negativi presentati nei tabloid britannici, con nuove tradizioni propagate da figure come Robert Cochrane, Sybil Leek e, soprattutto, Alex Sanders, la cui Wicca alexandriana basata principalmente sulla Wicca gardneriana, sebbene con una maggior enfasi posta sulla magia cerimoniale, si diffuse rapidamente e si guadagnò una notevole attenzione da parte dei mass media.

## Figure chiave
Fra le figure più rappresentative della controcultura degli anni '60 vi erano:
- David Carradine
- Ronee Blakley
- Merle Kilgore
- Waylon Jennings
- Lou Adler
- Donovan
- Brian De Palma
- Richie Havens
- John Carpenter
- The Lovin' Spoonful[119]
- Bert Sommer
- Allen Ginsberg
- Tim Hardin
- Joan Baez
- Canned Heat
- Ken Kesey
- Grateful Dead
- Creedence Clearwater Revival
- The Who
- William Kunstler
- Marvin Hamlisch
- Frank Zappa
- Jefferson Airplane
- Carole King
- Country Joe and the Fish
- Ten Years After
- Blood, Sweat & Tears
- Crosby, Stills, Nash & Young
- Paul Butterfield[120]
- Iron Butterfly
- Yes
- Lighthouse
- Strawberry Alarm Clock
- Grand Funk Railroad
- Jethro Tull
- Moody Blues
- 10cc
- The Fugs
- The Beatles
- Mighty Baby
- Mamas and Papas[121]
- The Misunderstood
- Hawkwind
- Vanilla Fudge
- Nektar

### Altre letture
- Rebecca Jackson, The 1960s: A Bibliography, su public.iastate.edu, Iowa State University Library. URL consultato il 2 settembre 2018 (archiviato dall'url originale il 15 marzo 2018).
- Gretchen Lemke-Santangelo, Daughters of Aquarius: Women of the Sixties Counterculture, University Press of Kansas, 2009, ISBN 978-0-7006-1633-6.
- Charles A. Reich, The Greening of America, 25th anniversary, Three Rivers Press, 1995  [1970], ISBN 978-0-517-88636-6.
- Roche, Nancy McGuire, "The Spectacle of Gender: Representations of Women in British and American Cinema of the Nineteen-Sixties" (PhD dissertation. Middle Tennessee State University, 2011). DA3464539.
- Theodore Roszak, The Making of a Counter Culture, University of California, 1968.
- Street, Joe, "Dirty Harry's San Francisco," The Sixties: A Journal of History, Politics, and Culture, 5 (June 2012), 1–21.
- American Experience: Primary Resources: Truth about Indochina, 1954, su pbs.org, PBS. URL consultato il 2 settembre 2018 (archiviato dall'url originale l'11 marzo 2017).
- David Shribman, If JFK had lived, in Pittsburgh Post-Gazette, 9 novembre 2013.
- Sam Roberts, A Spy Confesses, and Still Some Weep for the Rosenbergs, New York Times, 21 settembre 2008.
- Bruce Weber, Leonard I. Weinglass, Lawyer, Dies at 77; Defended Renegades and the Notorious, New York Times, 24 marzo 2011.
- James E. Perrone, Music of the Counterculture Era, Greenwood Publishing Group., 2004, ISBN 0-313-32689-4.
- Richard J. Miller, Timothy Leary's liberation, and the CIA's experiments! LSD's amazing, psychedelic history (Excerpt), su salon.com, Salon.com., 2013.
- Julia Ann Weekes, Warhol's Pop Politics, su smithsonianmag.com, Smithsonian Magazine, 31 ottobre 2008. URL consultato il 2 settembre 2018 (archiviato dall'url originale il 27 settembre 2009).
- Cecilia Rasmussen, Closing of club ignited the 'Sunset Strip riots', Los Angeles Times, 5 agosto 2007.
- Mark Kitchell, Berkeley in the Sixties (1990 Film Documentary), Libra Films.